# Nakajima B6N
Nakajima B6N Tenzan (tiếng Nhật: 中島 B6N 天山—"Thiên Sơn", tên mã của Đồng Minh: Jill) là máy bay ném bom-ngư lôi chủ yếu của Hải quân Đế quốc Nhật Bản trong những năm cuối Thế Chiến II. Nó được phát triển từ Nakajima B5N và thay thế kiểu này trong phục vụ. Mặc dù là kiểu máy bay ném bom-ngư lôi có hiệu quả cao, nhưng vào lúc nó được đưa ra hoạt động, Hải quân Mỹ đã chiếm được ưu thế trên không tại Mặt trận Thái Bình Dương, và nó không hề có cơ hội thực sự để thể hiện đầy đủ tiềm năng của nó.

## Thiết kế và phát triển

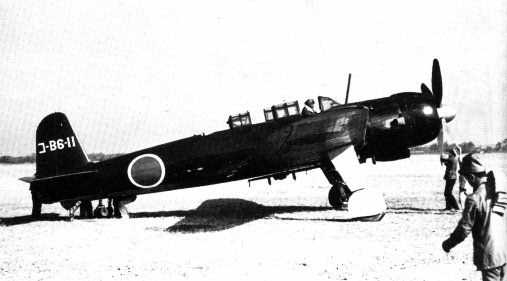
Nakajima B6N2 trước khi khởi động động cơ.

Điểm yếu của B5N đã bộc lộ ra trong Chiến tranh Trung-Nhật (1937–1945) kể cả trong những phiên bản nâng cấp của nó khiến Hải quân Đế quốc Nhật Bản buộc phải tìm kiếm thiết kế mới thay thế. Năm 1939, Hải quân đã chọn kí hợp đồng, bàn giao yêu cầu kỹ thuật và chi phí cho Nakajima. Họ yêu cầu một mẫu máy bay có thể mang theo lượng vũ khí tối thiểu phải tương đương với B5N nhưng nó phải bay nhanh hơn và xa hơn. Thiết kế cũng cần phải được giới hạn bởi thực tế là nó phải cần phù hợp với thang nâng, sàn đáp của những tàu sân bay mà Nhật Bản đang có, mà kích cỡ chiếc B5N đã gần sát. Giới hạn này sau đó mang lại kiểu dáng đặc trưng trên cánh đuôi của B6N với bánh lái vuốt ra phía trước.
Không như kiểu tiền nhiệm, việc phát triển bị kéo dài và đầy sự cố, bao gồm sự mất ổn định nghiêm trọng của chiếc nguyên mẫu khi bay thử nghiệm lần đầu tiên vào đầu năm 1941, sự cố động cơ, và những vấn đề liên quan đến cất hạ cánh trên tàu sân bay. Chỉnh sửa những vấn đề trên mất 2 năm trước khi nó đưa vào sử dụng tại các phi đội. Ngay cả khi ấy, trọng lượng nặng của máy bay chỉ cho phép nó hoạt động trên những tàu sân bay to nhất của hạm đội.

## Lịch sử hoạt động

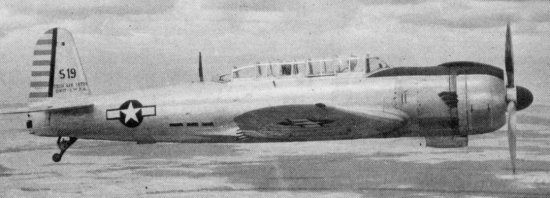
Nakajima B6N2 Tenzan ("Jill") tại căn cứ Không lực Hải quân Anacosta được thử nghiệm bởi Trung tâm Tình báo Kỹ thuật Hàng không (TAIC: Technical Air Intelligence Centre) sau chiến tranh.

Bắt đầu sự nghiệp chiến đấu của B6N1 cũng không ít tai nạn. Trận chiến biển Philippines, nơi nó hoạt động trong bối cảnh Mỹ đã chiếm được ưu thế trên không, nên nó không thể gây bất kỳ một thiệt hại nào đáng kể, trong khi chịu tổn thất nặng bởi máy bay tiêm kích mới F6F Hellcat của Hải quân Mỹ. Sau thất bại này, Hải quân yêu cầu nhiều thay đổi về thiết kế, đáng chú ý nhất là thay thế động cơ NK7A Mamoru 11 bằng kiểu Mitsubishi MK4T Kasei 25, đưa đến phiên bản B6N2.
Cho đến lúc này, những cải thiện nhỏ trên tính năng bay của chiếc B6N chỉ là những vấn đề nhỏ nhất của Hải quân Nhật. Khi phiên bản mới sẵn sàng vào giữa năm 1944, Hải quân đã mất hầu hết những tàu sân bay lớn và thiếu hụt nghiêm trọng những phi công kinh nghiệm. Đa số hoạt động của B6N2 là từ căn cứ trên đất liền, và không đạt được thắng lợi đáng kể nào. Nó được dùng rộng rãi trong Trận chiến Okinawa, nơi nó cũng được dùng trong các phi vụ Thần Phong (kamikaze) lần đầu tiên.
Vì ưu tiên của Hải quân chuyển sang phòng thủ các đảo chính quốc, phiên bản cuối cùng được sản xuất chỉ để hoạt động trên bộ, hy sinh các tính năng dành cho tàu sân bay để đổi được chút ít cải thiện tính năng bay nhờ nhẹ cân hơn. Hai chiếc nguyên mẫu B6N3 được hoàn thành, nhưng Nhật Bản đã đầu hàng trước khi phiên bản này được đưa vào sản xuất.
Tổng cộng có 1.268 chiếc B6N được chế tạo, đa số là phiên bản B6N2. Cho đến nay, chỉ còn lại 1 chiếc được bảo quản tại Bảo tàng Hàng không và Không gian Quốc gia Mỹ ở Washington, D.C..

## Các phiên bản
B6N1 Nguyên mẫugắn động cơ Nakajima NK7A Mamoru-11 mạnh 1.870 mã lực, cánh quạt 4 cánh. 2 chiếc được chế tạo.
B6N1 Tenzan, Máy bay Ném bom trên Tàu sân bay Hải quân, Kiểu 11kiểu sản xuất hằng loạt đầu tiên, 135 chiếc.
B6N2 Kiểu 12kiểu sản xuất chính, gắn động cơ Mitsubishi MK4T Kasei-25 1.850 mã lực.
B6N2a Kiểu 12ABiến cải vũ khí đuôi với súng máy Kiểu 97 7.7mm thay cho súng máy Kiểu 2 13.2mm.
B6N3 Kiểu 13 Nguyên mẫugắn động cơ Mitsubishi MK4T-C Kasei-25c 1.850 mã lực. Cải tiến càng đáp để hoạt động trên bộ, gồm 2 chiếc B6N2a được cải biến trong xưởng.

## Các nước sử dụng
Nhật Bản
- Hải quân Đế quốc Nhật Bản

## Đặc điểm kỹ thuật (Nakajima B6N2)

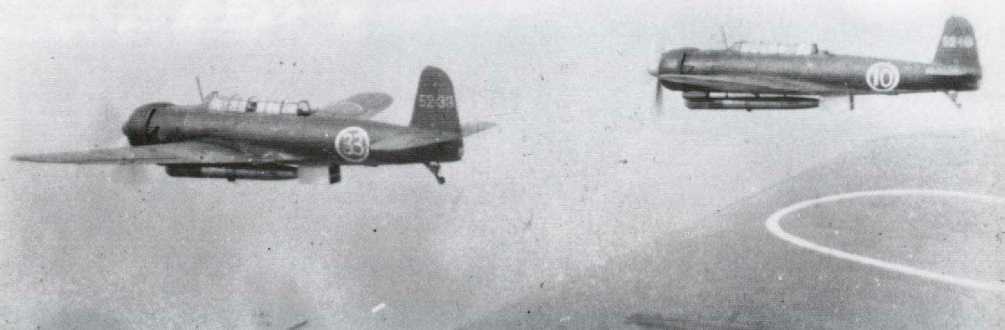
Nakajima B6N2 "Tenzan" bay theo đội hình.

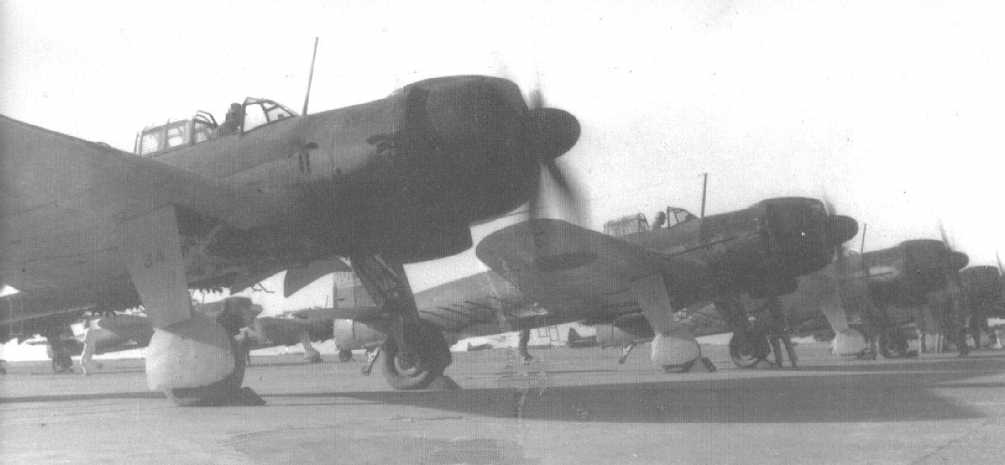
Đơn vị Nakajima B6N2 "Tenzan" trước khi cất cánh.

### Đặc điểm chung
- Đội bay: 03 người
- Chiều dài: 10,87 m (35 ft 8 in)
- Sải cánh: 14,89 m (48 ft 10 in)
- Chiều cao: 3,80 m (12 ft 6 in)
- Diện tích bề mặt cánh: 37,2 m² (400 ft²)
- Áp lực cánh: 139 kg/m² (29 lb/ft²)
- Trọng lượng không tải: 3.010 kg (6.636 lb)
- Trọng lượng có tải: 5.200 kg (11.460 lb)
- Trọng lượng cất cánh tối đa: 5.650 kg (12.460 lb)
- Động cơ: 1 x động cơ Mitsubishi Kasei-25 bố trí hình tròn, công suất 1.850 mã lực (1.380 kW)

### Đặc tính bay
- Tốc độ lớn nhất: 468 km/h (291 mph)
- Tầm bay tối đa: 2.960 km (1.840 mi)
- Trần bay: 9.040 m (29.660 ft)
- Tốc độ lên cao: 8 m/s (1.570 ft/min)
- Tỉ lệ công suất/khối lượng: 0,27 kW/kg (0,16 hp/lb)

### Vũ khí
- 1 x súng máy Kiểu 92 7,7 mm và
- 1 x súng máy Kiểu 92 7,7 mm bắn qua đường hầm bụng
- 1 x ngư lôi 800 kg (1.760 lb), hoặc
- 3 x bom 250 kg (550 lb)

## Nội dung liên quan

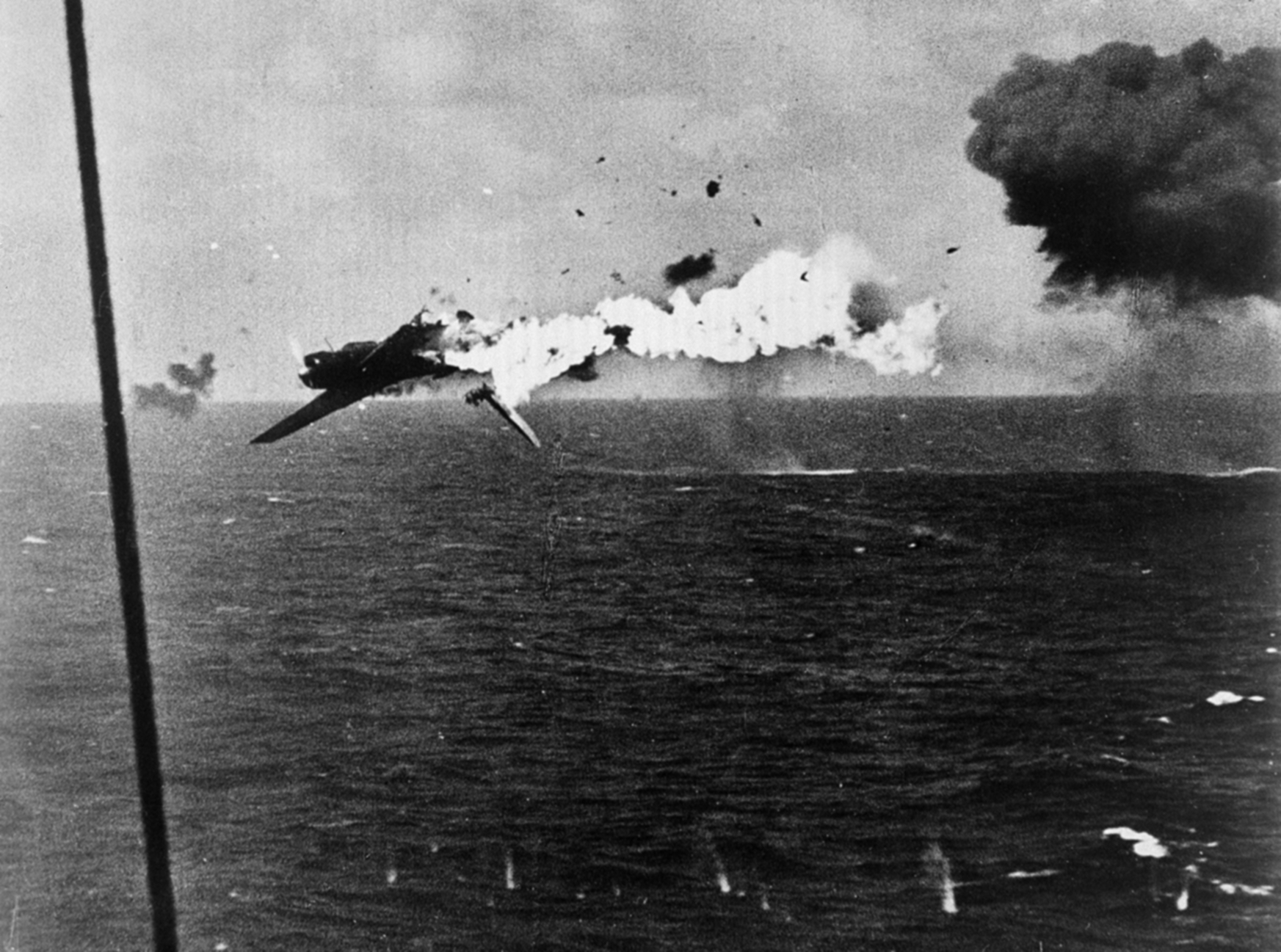
Máy bay ném bom ngư lôi Nakajima B6N1 "Tenzan" (Jill) nổ trên không sau khi trúng đạn 5-inch từ tàu sân bay USS Yorktown (CV-10) ngoài khơi Kwajalein ngày 4 tháng 12-1943.

### Máy bay liên quan
- Nakajima B5N

### Máy bay tương tự
- TBF Avenger
- Fairey Barracuda

### Trình tự thiết kế
B3Y - B4Y - B5M/B5N - B6N - B7A

### Danh sách liên quan
- Danh sách máy bay chiến đấu
- Danh sách máy bay quân sự Nhật Bản
- Danh sách máy bay trong Chiến tranh Thế giới II